# جبل باب الدنيا
جبل باب الدنيا يقع في محافظة جنوب سيناء في مصر، ويعتبر من أعلى الجبال في سيناء ويبلغ ارتفاعه 2.000 م فوق سطح البحر، تتساقط على الجبل الثلوج في فصل الشتاء مثل باقى جبال منطقة جنوب سيناء.